# Plebiscyt Przeglądu Sportowego 1969
35. Plebiscyt Przeglądu Sportowego na najlepszego sportowca Polski zorganizowano w 1969 roku.

## Wyniki
1. Waldemar Baszanowski - podnoszenie ciężarów (389 897 pkt.)
2. Bohdan Andrzejewski - szermierka (301 905)
3. Mirosława Sarna - lekkoatletyka (260 416)
4. Jan Werner - lekkoatletyka (207 146)
5. Janusz Kierzkowski - kolarstwo torowe (181 430)
6. Kazimierz Deyna - piłka nożna (120 995)
7. Wilhelm Kubica - gimnastyka (117 366)
8. Włodzimierz Lubański - piłka nożna (102 038)
9. Edward Jancarz - żużel (70 535)
10. Ryszard Szurkowski - kolarstwo (68 625)